# Moto E (2.ª generación)
La segunda generación del Moto E (comercializado como New Moto E) es un teléfono inteligente de Android desarrollado por Motorola Mobility. Lanzado el 25 de febrero del 2015,  es el sucesor del Moto E lanzado en 2014. El Nuevo Moto E es un dispositivo de nivel básico, para los propietarios de teléfonos inteligentes que por primera vez usen uno o para los consumidores que cuidan su presupuesto. Por este se encontró disponible en 40 países en todo el mundo.
Motorola ha anunciado que la versión LTE de Moto E va a recibir una actualización a Android 6.0 "Marshmallow" en algunos países.

## Modelos
Hay dos modelos de la segunda generación de Moto E:
- 3G - Otus - con un Snapdragon 200
- XT1505 - Modelos globales
- XT1506 - Global, Dual SIM
- XT1511 - modelo de EE. UU.

4G / LTE - Surnia - con un Snapdragon 410
- XT1514 - Brasil, Dual SIM
- XT1521 - Global, Dual SIM
- XT1523 - Brasil, Dual Sim, 16 GB
- XT1524 - Los modelos globales
- XT1526 - 4G / LTE (CDMA) para Sprint (Sprint Prepaid, Boost, Virgin Mobile), EE. UU.
- XT1527 - modelo de EE. UU.
- XT1528 - 4G / LTE (CDMA) de Verizon Prepaid, EE. UU.

## Accesorios oficiales
Para personalizar el teléfono, Motorola lanzó el nuevo Moto E, ya sea en bisel negro o blanco. Motorola lanzó bandas de color intercambiables (amarillo, turquesa, azul, frambuesa, púrpura y rojo), además, en los casos más grandes "Grip Shell".

## Comparación entre generaciones
|                     | 1st Gen                        | 2.ª Gen                                 |
| ------------------- | ------------------------------ | --------------------------------------- |
| Espacio interno     | 4 GB                           | 8 GB                                    |
| Display             | 4.3 pulgadas                   | 4.5 pulgadas                            |
| Procesador          | Snapdragon 200                 | 4G - Snapdragon 410 3G - Snapdragon 200 |
| Cámara frontal      | No                             | Sí                                      |
| Flash               | No                             | No                                      |
| Versión del Android | 4.4 KitKat (en el lanzamiento) | 5.0.2 Lollipop (en el lanzamiento)      |
| Batería extraíble   | No                             | No                                      |
| Giro de cámara      | No                             | Sí                                      |

## Nota de prensa
En febrero de 2015, Motorola entregó cajas de promoción para varios miembros de la prensa, cuya invitación era para el día 25. Dentro de la caja había una maqueta de la conferencia de prensa para anunciar el teléfono. Dentro de la caja contenía un escenario en miniatura, pase de prensa, un Moto E y una banda de color reemplazable.
El 18 de agosto de 2015, Lenovo anunció que había comenzado a fabricar teléfonos inteligentes de Motorola en una planta en Sriperumbudur cerca de Chennai, India, dirigido por el fabricante por contrato con base en Singapur Flextronics International Ltd. El primer teléfono inteligente fabricado en la instalación era la variante 4G del Moto E ( 2ª generación).

## Recepción
Ars Technica dijo que el teléfono está bien construido, la pantalla es decente, que tiene todo el valor de Android, el teléfono tiene un rendimiento decente y tiene una excelente duración de la batería. No les gustaba la cámara, el almacenamiento limitado, falta de NFC para pagos móviles y que el modelo de $ 119 (el 3G sólo) no tiene algunas de las mejores capacidades del modelo de  $149.